# L'Auberge du bon repos
L'Auberge du bon repos er en fransk stumfilm fra 1903 af Georges Méliès.